# Harry Sinclair
Harry R Sinclair (1902-1989) was in 1925 de beste golfer van Australië.
Harry werd in Redfern, New South Wales geboren op 25 oktober 1902. Hij had een eenvoudige achtergrond. Hij begon als caddie op verschillende clubs buiten Sydney en werd ten slotte lid van een openbare golfclub, de Moore Park Golf Club waar hij in 1922, 1924 en 1925 clubkampioen werd. In 1923 werd bij 2de bij het Australisch Amateur achter Ivo Whitton en in 1924 en 1925 was hij zelf de winnaar.
In 1925 won hij vijf grote toernooien, w.o. de eerste editie van het Queensland Open. Met rondes van 79-68 (baanrecord)-74-73 won hij met zeven slagen voorsprong. Nummer 2 was de 16-jarige William Richard Carr. Sinclair was ook de beste amateur in het Australisch Open. 
Tijdens de Tweede Wereldoorlog diende hij bij de Sixth Field Engineers. Hij werd door de Jappen gevangengenomen en tewerkgesteld aan de Birma spoorlijn. Het deed zijn gezondheid geen goed.
Sinclair werkte in de proshop van de Royal Sydney Golf Club en later op de Randwick Golf Club.

## Gewonnen
- 1924: Australisch Amateur
- 1925: Australisch Amateur, NSW Amateur, Queensland Open (294), Queensland Amateur, Queensland Foursomes (met A.W. Jackson)
- 1926: NSW Amateur
- 1931: Queensland Open